# Ľubomíra Balážová
Ľubomíra Balážová (* 13. August 1968 in Štrba als Ľubomíra Ilanovská) ist eine ehemalige tschechoslowakische Skilangläuferin.

## Werdegang
Balážová, die für den CH Štrbské Pleso startete, trat international erstmals bei den Weltmeisterschaften 1987 in Oberstdorf an. Dort belegte sie den 46. Platz über 5 km klassisch und den 39. Rang über 20 km Freistil. Im folgenden Jahr lief sie bei den Olympischen Winterspielen in Calgary auf den 33. Platz über 20 km Freistil, auf den 30. Rang über 5 km klassisch und auf den 27. Platz über 10 km klassisch. Zudem errang sie dort zusammen mit Viera Klimková, Ivana Rádlová und Alžběta Havrančíková den siebten Platz in der Staffel. Bei den Weltmeisterschaften 1989 in Lahti lief sie auf den 39. Platz über 10 km klassisch und auf den fünften Rang mit der Staffel und bei den Weltmeisterschaften 1991 im Val di Fiemme auf den 19. Platz über 15 km klassisch, auf den 16. Rang über 5 km klassisch und auf den achten Platz mit der Staffel. In der Saison 1991/92 kam sie im Weltcup dreimal in die Punkteränge und erreichte mit dem zehnten Platz über 5 km klassisch in Funäsdalen ihre beste Einzelplatzierung im Weltcup und zum Saisonende mit dem 24. Platz im Gesamtweltcup ihr bestes Gesamtergebnis. Beim Saisonhöhepunkt, den Olympischen Winterspielen 1992 in Albertville belegte sie den 26. Platz in der Verfolgung, den 13. Rang über 15 km klassisch und den 11. Platz übr 5 km klassisch. Zudem errang sie dort zusammen mit Kateřina Neumannová, Alžběta Havrančíková und Iveta Zelingerová den sechsten Platz in der Staffel. Im folgenden Jahr holte sie bei der Winter-Universiade in Zakopane über 10 km Freistil und 10 km klassisch jeweils die Goldmedaille. Im März 1993 wurde sie beim Weltcup in Oslo Dritte mit der Staffel. Ihre besten Platzierungen bei den Weltmeisterschaften 1993 in Falun waren der 14. Platz über 15 km klassisch und der fünfte Rang mit der Staffel und bei den Olympischen Winterspielen 1994 in Lillehammer der 18. Platz über 30 km klassisch und der siebte Rang mit der Staffel. Bei den Weltmeisterschaften 1997 in Trondheim wurde sie Elfte mit der Staffel. Ihr letztes Weltcuprennen absolvierte sie im Januar 1998 in Ramsau am Dachstein, das sie auf dem 57. Platz in der Verfolgung beendete.
Bei den tschechoslowakischen Meisterschaften siegte Balážová dreimal über 10 km (1988, 1989, 1991) und einmal mit der Staffel von CH Štrbské Pleso (1988). Zudem wurde sie im Jahr 1986 tschechoslowakische Juniorenmeisterin über 10 km und in den Jahren 1987 und 1988 jeweils über 5 km und 10 km.

## Teilnahmen an Weltmeisterschaften und Olympischen Winterspielen

### Olympische Spiele
- 1988 Calgary: 7. Platz Staffel, 27. Platz 10 km klassisch, 30. Platz 5 km klassisch, 33. Platz 20 km Freistil
- 1992 Albertville: 6. Platz Staffel, 11. Platz 5 km klassisch, 13. Platz 15 km klassisch, 26. Platz 10 km Verfolgung
- 1994 Lillehammer: 7. Platz Staffel, 18. Platz 30 km klassisch, 21. Platz 5 km klassisch, 24. Platz 10 km Verfolgung

### Nordische Skiweltmeisterschaften
- 1987 Oberstdorf: 39. Platz 20 km Freistil, 46. Platz 5 km klassisch
- 1989 Lahti: 5. Platz Staffel, 39. Platz 10 km klassisch
- 1991 Val di Fiemme: 8. Platz Staffel, 16. Platz 5 km klassisch, 19. Platz 15 km klassisch
- 1993 Falun: 5. Platz Staffel, 14. Platz 15 km klassisch, 32. Platz 5 km klassisch, 37. Platz 10 km Verfolgung
- 1997 Trondheim: 11. Platz Staffel